# Полія нащадконосна
{{#ifeq:0|0|{{#if:Pohlia proligera|{{#if:|[[]}}|[[]]}}}}
Полія нащадконосна (Pohlia proligera) — вид мохів порядку головмохальних (Bryales).

## Поширення
Ареал охоплює такі частини світу: Європа, Північна Америка, Азія.
Населяє кислий, піщаний порушений ґрунт, береги шляхів, береги струмків; від низьких до високих висот.

## Характеристика

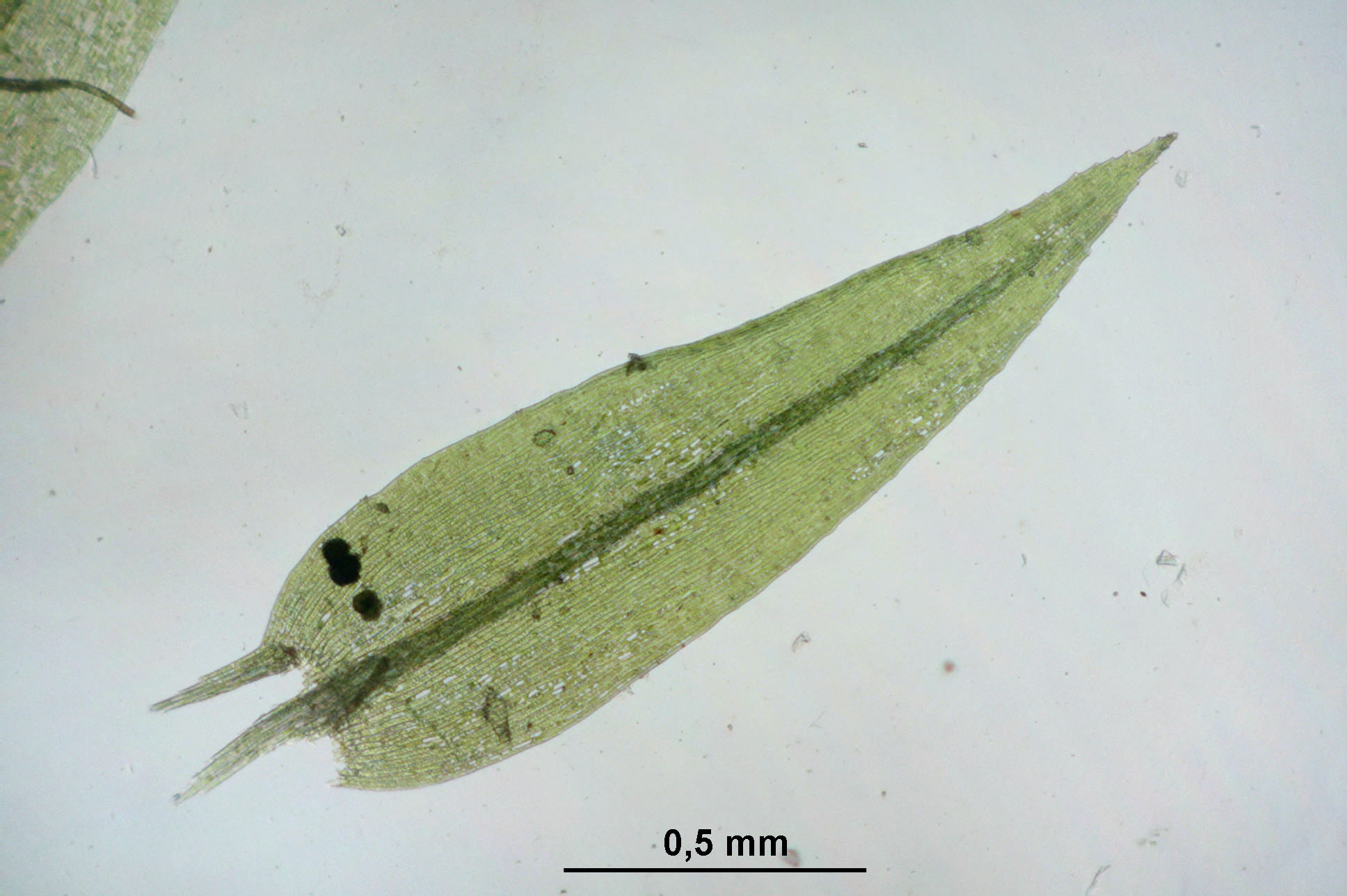

Рослини середньорослі, зелені, глянцеві. Стебла 0.5–3.5 см. Листки ± прямовисні, ланцетні, 0.6–1.6 мм; краї від зубчастих до зубчастих у дистальній 1/3. Спеціалізоване безстатеве розмноження зазвичай присутнє в безплідному стані; пазушні геми в щільних скупченнях. Вид дводомний. Коробочкові ніжки оранжево-коричневі. Коробочка нахилена на 95–180°, від солом'яного до коричневого кольору, грушоподібна. Спори 16–21 мкм.